# Menemerus fulvus
Menemerus fulvus là một loài nhện trong họ Salticidae.
Loài này thuộc chi Menemerus. Menemerus fulvus được Ludwig Carl Christian Koch miêu tả năm 1878.

## Hình ảnh

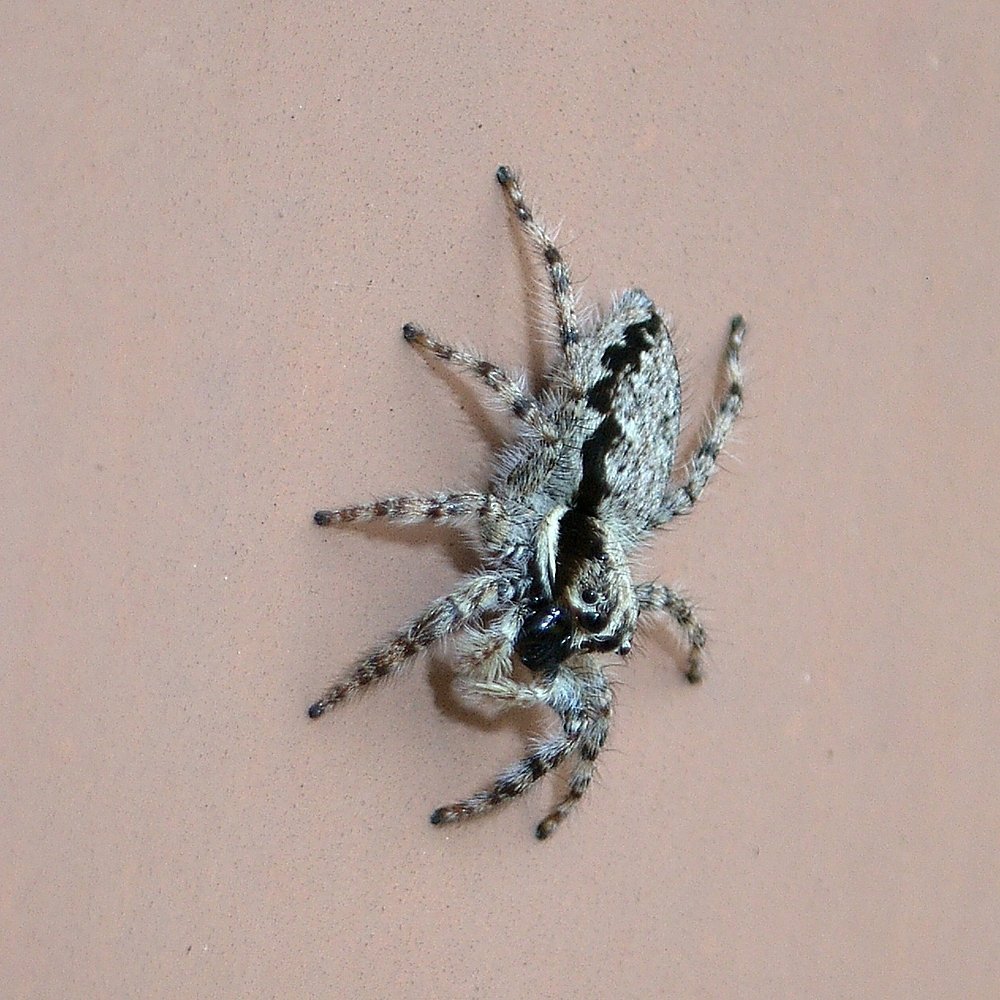
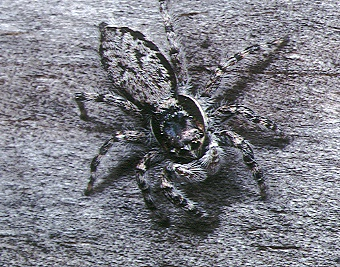